# Ismail Petra của Kelantan
Sultan Ismail Petra Ibni Al-Marhum Sultan Yahya Petra (sinh 1949) là một Sultan của Kelantan.
từ ngày 30 tháng 3 năm 1979 đến ngày 13 tháng 9 năm 2010. Cha ông là Sultan Yahya Petra và mẹ ông là Tengku Zainab. Vợ của ông bây giờ được gọi là Yang Maha Mulia Raja Perempuan Tengku Anis Binti Tengku Abdul Hamid. Ông đã truyền ngôi cho con trai ông, Tengku Muhammad Faris Petra là Sultan Muhammad V.